# Prince Sports

Prince Sports, Inc., amerikansk tillverkare av sportutrustning, främst tennisracketar

## Historia
Prince grundades 1970 av Bob McClure. Namnet kommer från staden Princeton. Efterhand utökades sortimentet: 1976 lanserade man sin första tennisracket designad av Howard Head. Under 1980-lanserades funktionella tennisbagar och klädkollektioner.